# Киндяков, Пётр Васильевич
Пётр Васильевич Киндяков (13 января 1768 — 16 июня 1827) — богатый симбирский помещик, владелец земельных угодий в районе Стерлитамака, один из руководителей канальского цеха, полковник русской императорской армии.
Сын отставного поручика Василия Афанасьевича Киндякова, одного из первых масонов Симбирской губернии, владевшего деревней Винновка и Винновской рощей к югу от Симбирска. Затем эти имения принадлежали старшему брату Петра, Льву Васильевичу, и были унаследованы в итоге британской подданной Кэтлин Перси-Френч. Киндяковкой ныне называют микрорайон в Железнодорожном районе Ульяновска.
В феврале 1798 года Пётр Киндяков сменил своего приятеля Петра Дехтерева в качестве командира Петербургского драгунского полка, расквартированного в Смоленске. В недрах полка возникла тайная организация — т. н. Канальский цех, который ставил целью смещение с престола императора Павла I.

Летом 1798 года заговор был раскрыт, Пётр Киндяков и его брат Павел, поручик, объезжавший по его поручениям помещиков Смоленской губернии, были сосланы в Олекминск и Тобольск. Оказавшись не у дел, Киндяков женился на Александре Васильевне (фамилия не установлена), которая родила ему дочерей, слывших редкими красавицами: 

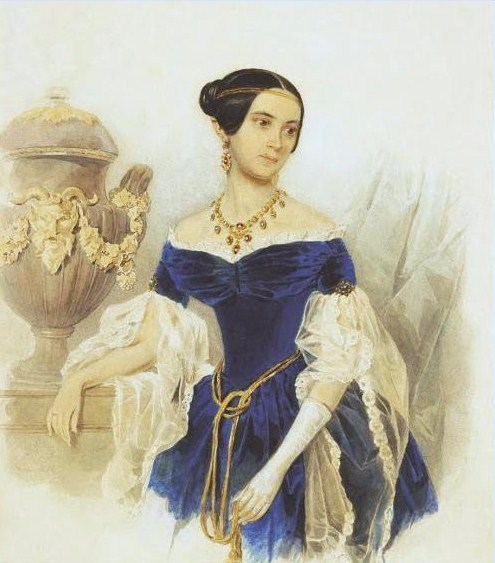
Екатерина Киндякова на акварели П. Ф. Соколова

- Мария (1803—1851), жена библиографа Сергея Дмитриевича Полторацкого.
- Елизавета (01.04.1804[2]—1854), именуемая П. Вяземским «Запретной розой»; с 1824 года жена князя И. А. Лобанова-Ростовского, с которым развелась, чтобы выйти замуж за А. В. Пашкова.
- Екатерина (10.11.1812[3]—26.11.1839), жена Александра Николаевича Раевского, знаменитого своими отношениями с Пушкиным.

После смерти Павла I отставной полковник Киндяков получил помилование и перебрался с семьёй в Винновку рядом с Симбирском. В гостях у Киндяковых бывали Н. М. Карамзин, И. И. Дмитриев, Н. М. Языков. Семейство принимало активное участие в общественной жизни города.
В 1820-е годы Киндяков привёз подросших дочерей на выданье в Москву, где в 1825 г. купил большой дом на углу Большой Дмитровки и Копьевского переулка, ставший центром притяжения светской молодёжи (ныне на его месте Малая сцена Большого театра).
Надгробие Киндякова на Смоленском кладбище изваял итальянец П. Катоцци; в 1931 г. оно было перенесено на некрополь XVIII века в Александро-Невской лавре.